# Pedra Branca, Singapore
Pedra Branca (trước đây có tên gọi trong tiếng Malaysia là Pulau Batu Puteh và nay là Batu Puteh) là một hòn đảo hẻo lánh và cũng là điểm cực đông của Singapore. Tên gọi này có nghĩa là "đá trắng" trong tiếng Bồ Đào Nha (phát âm tiếng Bồ Đào Nha: [pɛðɾɐ βɾɐkɐ]), và dùng để chỉ guano trắng (phân chim) lắng đọng trên đá. Hòn đảo này bao gồm một khối đá nhỏ đá granit nhỏ với diện tích khoảng 3.300 mét vuông (35520 sq ft). Lúc thủy triều xuống, nó có kích thước dài nhất là 137 mét (449 ft) và có chiều rộng trung bình 60 mét (200 ft). Mặc dù thuộc chủ quyền của Singapore, hòn đảo này có một sự khác biệt duy nhất là không nằm trong bất kỳ khu vực quy hoạch, tiểu khu hoặc khu vực bầu cử chính trị nào trong nước. Pedra Branca nằm ở 1 ° 19'48 "N 104 ° 24'27" E, nơi eo biển Singapore gặp Biển Đông.
Có hai đặc điểm hàng hải gần Pedra Branca. Middle Rocks, thuộc chủ quyền của Malaysia, bao gồm hai cụm đá nhỏ khoảng 250 mét (820 ft) ngoài nằm 0,6 hải lý (1,1 km; 0,7 mi) về phía nam của Pedra Branca. South Ledge, cách nam giới nam-tây nam của Pedra Branca, 2,2 hải lý (4,1 km; 2,5 mi), là một hệ tầng đá nhìn thấy chỉ khi thủy triều thấp.
Pedra Branca được các thủy thủ biết đến trong nhiều thế kỷ. Ban đầu nó nằm trong lãnh thổ của tiểu vương quốc Hồi giáo Johor, được thành lập vào năm 1528 và vẫn thuộc quyền kiểm soát của Vương quốc Hồi giáo Johor dưới ảnh hưởng của Anh sau khi Hiệp ước Anh-Hà Lan năm 1824 giữa Anh và Hà Lan được ký kết. Từ năm 1850 đến 1851, người Anh đã xây dựng ngọn hải đăng Horsburgh trên đảo mà không cần sự đồng ý của chính quyền Johor, hoặc thậm chí thông báo cho họ về quyết định. Từ thời điểm đó, Straits Settlements quản lý hòn đảo; Singapore sau đó đã nhận trách nhiệm vào năm 1946 sau khi giải thể Straits Settlements. Vào ngày 21 tháng 9 năm 1953, Thư ký của Bang Johor, đáp ứng một yêu cầu từ Thư ký thuộc địa của Singapore về tình trạng của hòn đảo, tuyên bố rằng "Chính phủ Johore không tuyên bố quyền sở hữu Pedra Branca".
Vào ngày 21 tháng 12 năm 1979, Malaysia xuất bản một bản đồ cho thấy hòn đảo nằm trong lãnh hải của mình. Điều này đã làm dấy lên tranh chấp lãnh thổ kéo dài 29 năm cùng với vấn đề chủ quyền đối với các đặc điểm hàng hải gần đó của Middle Rocks và South Ledge, những người tranh chấp đã đưa ra Tòa án Quốc tế (ICJ) để giải quyết.. Vào ngày 23 tháng 5 năm 2008, ICJ đã phán quyết rằng Pedra Branca thuộc chủ quyền của Singapore. Mặc dù hòn đảo này đã được dưới sự chủ quyền của Johor Sultanate, Vương quốc Anh và Singapore đã thực hiện các hành động chủ quyền khác nhau đối với hòn đảo này. Sự thất bại của Malaysia và những người tiền nhiệm phản ứng lại những hành động này, và các hành động khác chứng tỏ sự thừa nhận chủ quyền của Singapore đối với hòn đảo, có nghĩa là Singapore đã giành được chủ quyền đối với Pedra Branca. Mặt khác, Middle Rocks vẫn là một phần của lãnh thổ Malaysia vì Singapore đã không thể hiện bất kỳ hành động chủ quyền nào đối với nó. Tòa án đã không phán quyết dứt khoát về phần còn lại của South Ledge, chỉ đơn thuần tuyên bố rằng nó thuộc về quốc gia nằm trong lãnh hải của nó. Malaysia và Singapore đã thiết lập cái mà họ đặt tên là Ủy ban kỹ thuật chung để phân định giới hạn hàng hải trong khu vực xung quanh Pedra Branca và Middle Rocks, và để xác định quyền sở hữu của South Ledge.

## Tên gọi
Pedra Branca có nghĩa là "đá trắng" trong tiếng Bồ Đào Nha, và chỉ phân chim màu trắng của loài chim mòng biển mũ trắng ở trên đá này nơi chúng xây tổ Tên này được sử dụng bởi cả báo tiếng Anh và tiếng Malay ở Singapore. Malaysia  trước đây gọi đảo là Pulau Batu Puteh, có nghĩa là "hòn đảo đá trắng" trong tiếng Malay, nhưng chính phủ Malaysia sau đó đã quyết định từ "Pulau"  ("Đảo"). Tháng 8 năm 2008, Ngoại trưởng [Rais Yatim] cho biết Malaysia đã cho rằng đặc điểm hàng hải không đáp ứng các tiêu chuẩn quốc tế được công nhận cho một hòn đảo, đó là đất đai có người sinh sống có hoạt động kinh tế.
Tên hòn đảo trong tiếng Quan Thoại là Baijiao (tiếng Trung: 白礁; bính âm: báijiāo), có nghĩa là "bạch tiêu". Tên trong tiếng Tamil là பெட்ரா பிராங்கா, một dạng chuyển tự của Pedra Branca.